# 剧院十字路口
剧院十字路口（Carrefour des Théâtres）是法国巴黎的一个十字路口，位于巴黎第三区和巴黎第十区交界，Rue du Faubourg-Saint-Martin、Rue René-Boulanger、Rue Saint-Martin与Boulevard Saint-Martin交汇于此。

## 历史
命名于2013年。